# 贝恩博伊伦
贝恩博伊伦是德国巴伐利亚州的一个市镇。总面积41.67平方公里，总人口2264人，其中男性1156人，女性1108人（2011年12月31日），人口密度54人/平方公里。